# Алекс Ескін
Алекс Ескін (19 травня 1965 , Москва ) — американський математик.
Заслужений професор Артура Голлі Комптона на кафедрі математики Чиказького університету.

Його дослідження зосереджені на динамічному більярді та геометричній теорії груп.

## Біографія
Ескін народився в Києві 19 травня 1965 р.

Син російсько-єврейського математика Григорія І. Ескіна (нар. 1936, Київ), професора Каліфорнійського університету, Лос-Анджелес.
Родина емігрувала до Ізраїлю в 1974 році, а в 1982 році — до США.
Ескін здобув ступінь доктора в Принстонському університеті в 1993 році під орудою Пітера Сарнака.

Професор Чиказького університету з 1999 року.

## Нагороди та визнання
- 1998: запрошений доповідач на Міжнародному конгресі математиків у Берліні[12];
- 2007: дослідницька нагорода Клея за внесок над встановленням квазіізометричної жорсткості розв'язуваних груп (спільно з Девідом Фішером і Кевіном Вайтом)[13];
- 2010: запрошений доповідач на Міжнародному конгресі математиків у Гайдарабаді[14];
- 2012: член Американського математичного товариства[15];
- 2015: член Національної академії наук США[11][16];
- 2020: премія за прорив[17][18]

## Доробок
- Alex Eskin; Curt McMullen (1993). Mixing, counting, and equidistribution in Lie groups. Duke Mathematical Journal. 71 (1): 181—209. CiteSeerX 10.1.1.39.8202. doi:10.1215/S0012-7094-93-07108-6.
- Alex Eskin; David Fisher; Kevin Whyte (2012). Coarse differentiation of quasi-isometries I: Spaces not quasi-isometric to Cayley graphs (PDF). Annals of Mathematics. 176 (1): 221—260. doi:10.4007/annals.2012.176.1.3. S2CID 8793786.
- Alex Eskin; Maryam Mirzakhani; Amir Mohammadi (2015). Isolation, equidistribution, and orbit closures for the {\displaystyle {\text{SL}}(2,\mathbb {R} )} action on moduli space. Annals of Mathematics. 182 (2): 673—721. arXiv:1305.3015. doi:10.4007/annals.2015.182.2.7. S2CID 8229920.
- Alex Eskin; Maryam Mirzakhani (7 червня 2018). Invariant and stationary measures for the action on Moduli space. Publications Mathématiques de l'IHÉS. 127 (1): 95—324. arXiv:1302.3320. doi:10.1007/s10240-018-0099-2. S2CID 119906170.